# Aphodiopsis problematicus
Aphodiopsis problematicus är en skalbaggsart som beskrevs av Rudolph Petrovitz 1973. Aphodiopsis problematicus ingår i släktet Aphodiopsis och familjen Aphodiidae. Inga underarter finns listade i Catalogue of Life.